# Dzhambulat Khatokhov
Dzhambulat Mikhailovich "Dzhambik" Khatokhov (en ruso: Джамбулат Михайлович Хатохов) (24 de septiembre de 1999-29 de diciembre de 2020) fue el niño más pesado del mundo desde el año 2003, según el Libro Guinness de los récords.

## Biografía
A la edad de ocho años, Dzhambik y su madre visitaron Japón para ser parte de un programa de televisión, Impossible, en Fuji Television. Su madre, Nelya Kabardarkova, negó todas las acusaciones de impulsar su crecimiento y dijo que estaba alentando el deseo de Dzhambik de convertirse en luchador de sumo. Dzhambik también asistió a las batallas de sumo. En 2003, luchó contra Georgy Bibilauri, otro gran adolescente en la capital de Georgia, Tbilisi. A los siete años medía 1,30 metros de estatura y pesaba 99,7 kilogramos, mientras que su hermano tenía el doble de edad pero la mitad de su peso. A los nueve años de edad, Dzhambik pesaba 146,1 kilogramos.
Los médicos no estaban seguros de la causa de su rápido crecimiento. En 2008, el médico británico Ian Campbell, uno de los principales expertos mundiales en obesidad, visitó a Dzhambik y le realizó una serie de pruebas en una clínica de Moscú donde fue tratado todos los años por su obesidad. Las pruebas mostraron que los huesos de Dzhambik de nueve años eran del tamaño de un niño promedio de trece años. También se le hizo la prueba de esteroides anabólicos, que pueden causar un crecimiento óseo anormal, pero los resultados fueron negativos. Como se muestra en un episodio de Body Shock, Campbell y otros profesionales de la salud instaron a la madre de Dzambik a ayudar al niño a ingerir una mejor dieta y perder peso para mejorar su salud, pero Nelya rechazó su consejo e insistió en que el niño estaba sano y era capaz de convertirse en un niño luchador de sumo u otro deportista. En 2006, el periodista Nick Paton Walsh escribió en The Guardian que Nelya exigió dinero para que él conociera a Dzambik; Walsh dudó ya que tales pagos estaban en contra de la política de The Guardian, pero finalmente cedió, pagando 160 libras, alrededor de 8000 rublos.
El tamaño de Dzhambik le valió el apodo de Sosruko en honor a un antiguo héroe de la mitología local. Sosruko era un gigante, un guerrero feroz que protegía a su pueblo y encarnaba cualidades que la gente del Cáucaso respeta enormemente: fuerza y tamaño. Según Nelya Kabardarkova, el abuelo de su hijo también era conocido como Bogatyr, una palabra rusa para una especie de gigante gentil.
Dzhambik apareció en muchos programas de televisión rusos, pero ganó reconocimiento mundial a través de la serie BodyShock del canal 4 del Reino Unido en el episodio World's Biggest Boy, que se emitió en muchos canales de televisión de todo el mundo.
En agosto de 2017, Dzhambulat pesaba 230 kilogramos y decidió perder peso. Su objetivo era perder hasta 120 kilos. A los 18 años había perdido 54 kilos y pesaba 176 kilogramos, logrando esto junto con el entrenador Yusif Nurullaev. Él dijo: «El entrenador literalmente mantuvo un registro de cada porción de comida que estaba a punto de ingerir. Fotografié mi plato con mi teléfono antes de comer y se lo envié a Yusif. Si olvidaba hacer esto, significaba que él creía que comía más de lo permitido y me cargaba más durante la sesión de entrenamiento. Esto me disciplinó mucho.»
Su muerte fue anunciada el 29 de diciembre de 2020. Tenía veintiún años. No se dio ninguna causa de muerte. Los medios informaron que murió por problemas renales.

## Desarrollo de peso
| Edad       | Peso          | Peso de un ...  |
| ---------- | ------------- | --------------- |
| Nacimiento | 2.9 kg        | bebé normal     |
| 1          | 12.7 kg       | niño de 3 años  |
| 4          | 55.8 kg       | niño de 14 años |
| 6          | 89.7 kg       | Hombre adulto   |
| 8          | 132.9 kg      | Hombre adulto   |
| 9          | 146 kg        | Hombre adulto   |
| 10         | 126 kg        | Hombre adulto   |
| 12         | 175 kg 190 kg | Hombre adulto   |
| 16         | 226 kg        | Hombre adulto   |
| 17         | 230 kg        | Hombre adulto   |
| 18         | 176 kg        | Hombre adulto   |